# Любицкое (Саратовская область)
Любицкое — село в Пугачёвском районе Саратовской области, в составе сельского поселения Клинцовское муниципальное образование.
Население — 295 (2010).

## Физико-географическая характеристика
Село находится в Заволжье, на левом берегу реки Малая Чалыкла (левый приток реки Большая Чалыкла). Высота центра населённого пункта — 45 метров над уровнем моря. Почвы: в долине Малой Чалыклы — солонцы луговатые (полугидроморфные) и лугово-каштановые почвы, на прилегающей территории — тёмно-каштановые почвы.
Село расположено в юго-восточной части Пугачёвского района в 47 км по прямой от районного центра города Пугачёв. По автомобильным дорогам расстояние до районного центра составляет 64 км, до областного центра города Саратов — 300 км, до Самары — 250 км.

## История
Казённое село Любитское упоминается в Списке населённых мест Российской империи по сведениям за 1859 год. Село относилось к Николаевскому уезду Самарской губернии. В селе проживали 1088 мужчин и 1097 женщин, имелась православная церковь. Согласно Списку населённых мест Самарской губернии по сведениям за 1889 год Любитское являлось волостным селом Любитской волости. В селе проживало 4010 жителей. Земельный надел составлял 10756 десятин удобной и 3169 десятин неудобной земли, имелись церковь, волостное правление, земская станция, 17 ветряных мельниц, проводились 3 ярмарки, работал урядник. Согласно переписи 1897 года в селе проживало 3466 человек, из них православных — 3441.
Согласно Списку населённых мест Самарской губернии 1910 года село Любицкое населяли бывшие государственные крестьяне, русские, православные, 2220 мужчин и 1992 женщины, в селе имелись волостное правление, церковь, земская и церковно-приходская школы, земская станция, 14 ветряных мельниц, проводились 2 ярмарки.
С 1935 по 1960 год село относилось к Клинцовскому району Саратовской области. В составе Пугачёвского района — с 1960 года.

## Население
Динамика численности населения по годам:
| Годы      | 1859 | 1889 | 1897 | 1910 | 2002 |
| --------- | ---- | ---- | ---- | ---- | ---- |
| Население | 2185 | 4010 | 3466 | 4212 | 363  |

| 2002 | 2010 |
| ---- | ---- |
| 363  | ↘295 |

Национальный состав
Согласно результатам переписи 2002 года русские составляли 83 % населения села.